# Romolo Bizzotto
Romolo Bizzotto (Cerea, 16 febbraio 1925 – Torino, 27 marzo 2017) è stato un calciatore e allenatore di calcio italiano, di ruolo centromediano metodista.

## Carriera

### Giocatore

#### Club
Iniziò a giocare sedicenne durante il secondo conflitto mondiale, con alcune apparizioni nell'Audace SME, squadra del quartiere veronese di San Michele Extra. Nell'immediato dopoguerra passò al Verona, in Serie B, dove rimase per quattro stagioni prima essere prelevato nel 1949 alla Juventus: «essendo, però, quella squadra formata da tantissimi campioni, furono poche le volte che scesi in campo ma, per me, era già un grandissimo vanto vestire la maglia bianconera». A Torino fu infatti principalmente riserva dei più quotati Mari e Piccinini, fregiandosi comunque dello scudetto nei campionati 1949-1950 e 1951-1952; solo nella stagione 1950-1951, l'unica delle tre in bianconero in cui non vinse il titolo, riuscì a imporsi fra i titolari.
A metà degli anni 1950 si accasò quindi dapprima alla SPAL, in prestito, e poi al Palermo, sempre nella massima categoria.
Dopo un triennio trascorso fra Serie C e IV Serie con le maglie di Carrarese e Lucchese lasciò l'attività agonistica nel 1959, all'età di soli trentadue anni, al termine di due campionati nell'Interregionale con il Rovereto: «un giorno si giocava la partita fra il suddetto Rovereto e l'Audace di San Michele Extra, capitanata da Mariolino Corso. Ebbene, proprio Mariolino mi superò con una facilità impressionante, facendomi passare la palla sopra la testa, con il sottoscritto fermo come una statua. Quello sgarbo mi fece intendere che, anche se calcisticamente non ero proprio da buttare [...] era giunto il momento di smettere. [...] Davanti ad una prospettiva piuttosto squallida, cioè quella di girare tutta l'Italia magari in squadrette di provincia a fare figure poco più di mediocri, decisi di appendere le fatidiche scarpe al chiodo».
In carriera ha totalizzato complessivamente 78 presenze e 3 reti in Serie A, e 104 presenze e 8 reti in Serie B.

#### Nazionale
Nel 1948 venne selezionato dal commissario tecnico Vittorio Pozzo per la spedizione italiana ai Giochi Olimpici di Londra, senza mai esordire in maglia azzurra: «purtroppo, non scesi in campo, perché fummo eliminati alla seconda partita, dalla fortissima Danimarca, quella dei due Hansen [John e Karl Aage, n.d.r.], dei Præst, Pilmark, Jensen, tanto per gradire».

### Allenatore

La Juventus festeggia dopo la vittoria del Campionato Primavera 1971-1972; da destra: Alessandrelli, l'allenatore Bizzotto, il dirigente Allodi, Maggiora e il capitano della prima squadra, Salvadore.

Una volta appesi gli scarpini al chiodo a Rovereto, qui iniziò la carriera di allenatore guidando la squadra nell'Interregionale del 1958-1959. Passò poi al vivaio di un altro suo ex club, il Verona, compreso un breve salto in prima squadra, in Serie B.
Seguì un triennio in Serie C al Rimini e la lunga militanza in cadetteria, dal 1965 al 1970, con gli emiliani della Reggiana, «cinque anni, con parecchie soddisfazioni» compresa la promozione sfiorata nella stagione 1968-1969. Nel torneo 1970-1971, sempre in B, ci fu invece la «breve e tutto sommato deludente» esperienze in Calabria, alla Reggina, conclusasi con un esonero in gennaio.
Venne quindi chiamato poco dopo dalla Juventus per prendere in mano il settore giovanile del club al posto di Čestmír Vycpálek, nel frattempo promosso in prima squadra dopo la prematura scomparsa di Armando Picchi. Nel 1972 Bizzotto portò i giovani bianconeri alla vittoria del Campionato Primavera, conquistato superando in finale i pari età della Roma; guidò inoltre per un'unica occasione i titolari, in uno Juventus-Cagliari di Serie A del 7 maggio, sostituendo proprio il tecnico cecoslovacco colpito dal lutto della morte del figlio, perito pochi giorni prima nell'incidente aereo del Volo Alitalia 112.
Dall'anno seguente Bizzotto passò in pianta stabile al ruolo di allenatore in seconda dei bianconeri, ricoprendo tale incarico per il succitato Vycpálek, per l'ex compagno di maglia Carlo Parola, quindi a lungo per Giovanni Trapattoni e infine per Rino Marchesi, sino al termine della stagione 1987-1988; gli succederà nel ruolo Gaetano Scirea.

## Palmarès

### Giocatore
- Campionato italiano: 2

Juventus: 1949-1950, 1951-1952

### Allenatore
- Campionato Primavera: 1

Juventus: 1971-1972